# フリードリッヒ・ケルナー

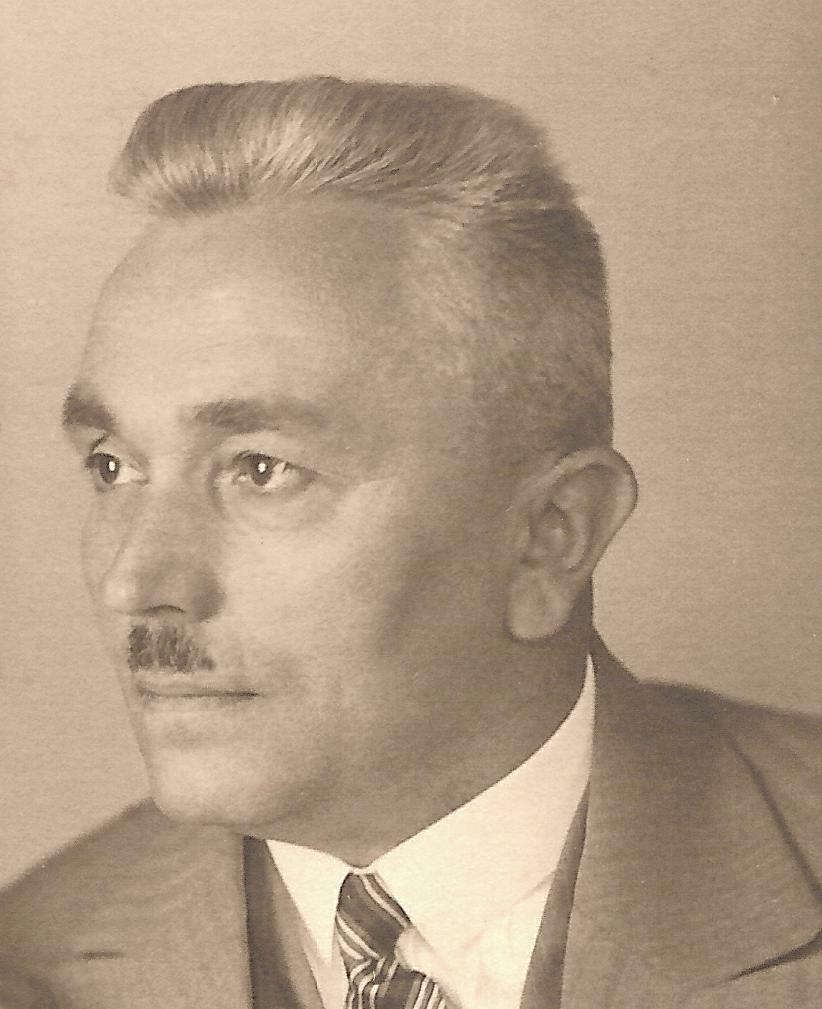
フリードリッヒ・ケルナー

フリードリッヒ・ケルナー (Friedrich Kellner、1885年2月1日-1970年11月4日)はドイツの公務員。第一次世界大戦で歩兵として戦い、戦後ドイツ社会民主党で活動した。第二次世界大戦初期からナチスに反対し、"Mein Widerstand"(「我が反抗」)と名付けた日記でそのナチス国家の実状を記述した。
戦後は非ナチ化活動や、社会民主党の復活に貢献した。